# Engis 2

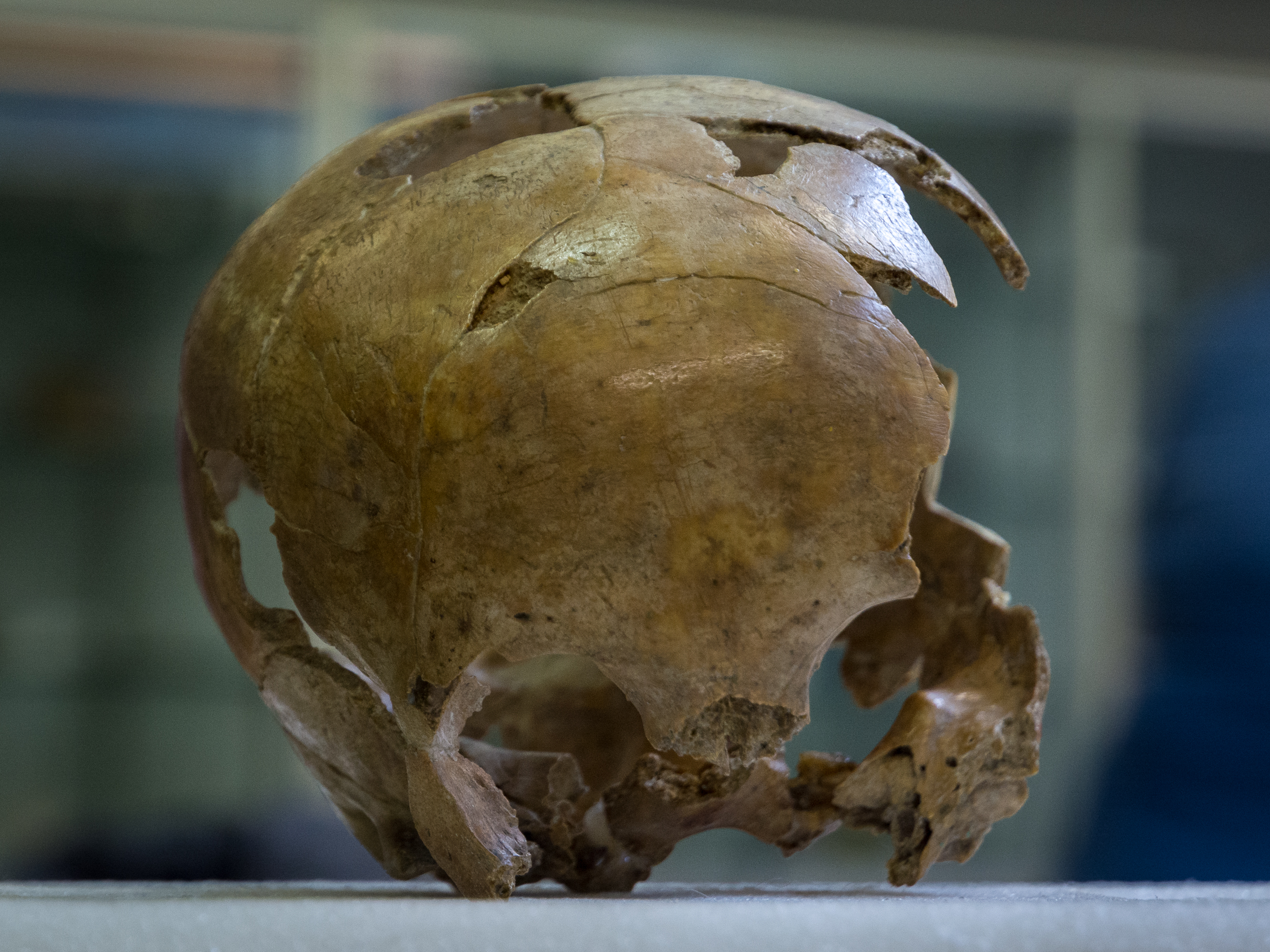
Cráneo Engis 2

Engis 2 (o niño de Engis -Engis' child en inglés-) es un cráneo de Homo neanderthalensis encontrado en 1829 por el médico y naturalista belga Philippe-Charles Schmerling en la cueva Engis, en la provincia de Lieja, Bélgica.

## Historia del descubrimiento
La historia de como Schmerling llegó a desvelar y estudiar las cuevas no es conocido con seguridad, ya que Schemerling no la describió, y solo hizo una mención muy breve: En el mes de septiembre de 1829, hice el primer descubrimiento en Chokier. Pero parecer ser que el señor Jacob, el director de una cantera cercana a Chokier, encontró huesos en la zona y se los entregó a Schmerling en abril de 1829, dirigiéndose este al lugar en septiembre de ese mismo año.
Comenzó entonces un estudio sobre un gran conjunto de cuevas, hasta 62, presentes en el valle del río Mosa. Los resultados de sus descubrimientos fueron publicados en el libro Recherches sur les Ossemens Fossiles decouverts dans les Cavernes de la province de Liège, dividido en dos volúmenes, el primero publicado en 1833 y el segundo en 1834, 5 años después de su descubrimiento de 1829, aunque también publicó diversas publicaciones menores sobre las mismas fechas.
Se encontraron solamente restos humanos en dos cuevas, Engis y Engihoul. En la cueva de Engihoul no se encontró ningún cráneo, y en Engis se encontraron dos:
- Engis 1: Un cráneo de un adulto, del que advirtió por sus rasgos primitivos que se trata de una persona cuyas facultades intelectuales estaban poco desarrolladas y que se trata de un hombre cuyo grado de civilización debió ser limitado.
- Engis 2: Un cráneo de un joven, descubierto en el fondo de la cueva, junto a un diente de elefante. Originalmente completo, pero se cayó a pedazos cuando Schmerling fue a recogerlo. Aun así, por los huesos de la mandíbula superior, alveolos y molares mostraba que era un individuo de corta edad.

## Polémica
En tiempos del descubrimiento de Schmerling, estaba en boga entre los científicos de la época la cuestión acerca de si todos los restos humanos aparentemente fósiles encontrados hasta la fecha era efectivamente fósiles, o restos modernos, es decir, si antediluvianos o postdiluvianos, y acerca de esto, las opiniones estaban divididas:
- Había quienes afirmaban que todos los restos eran modernos (evidentemente, existieron hombres antes del diluvio, solo que se defendía que ningún resto se había fosilizado). Georges Cuvier, un geólogo destacado cuya opinión tenía una gran repercusión y peso entre la sociedad científica de la época, se posicionaba en este lugar de la balanza. Afirmaba que no se había encontrado ningún resto fósil antediluviano y que los encontrados hasta ahora, o bien tenían una situación estratigráfica poco precisa (por ejemplo, restos en cuevas), o los fragmentos pertenecían a otras especies o que el descubrimiento se había hecho de forma poco rigurosa.
- Los que afirmaban que sí eran restos antediluvianos destacaban la correlación y el contexto de los hallazgos con otros restos fósiles de especies ahora extintas. Schmerling se incluía, tras sus descubrimientos, en esta posición, destacando en su obra en varias ocasiones que la situación de los restos fósiles humanos era similar a los de restos de otros mamíferos encontrados en el mismo contexto: mismo color de los restos (fósiles parejos presentan usualmente el mismo color), alto grado de fragmentación (rara vez se encuentra una pieza fósil conservada intacta, cosa que no ocurre si los restos son modernos), estado de conservación, etc.

Además, Schmerling afirmaba (erróneamente) que los huesos habían sido transportados a las cuevas por el agua, quizás para recalcar indirectamente el origen prediluviano de los restos.

## Reconstrucción y clasificación
Durante casi 100 años, los restos del niño de Engis fueron ignorados (seguramente por su estado fragmentario) y solo el cráneo adulto es el que se hace mención en la literatura en las discusiones para aclarar la polémica anterior y en general, para discutir sobre la antigüedad del hombre. Engis 1 es considerado ahora un hombre de época neolítica.
Cien años después, en 1936, Charles Fraipont recupera los restos del niño de Engis de la colección de paleontología de la Universidad de Lièja, reconstruye el cráneo, y tras estudiar sus características lo asigna como un individuo de la especie Homo neandertalensis, estableciéndose pues el niño de Engis como el primer fósil neandertal descubierto en la historia. Desde entonces, ha sido estudiado y reconstruido en repetidas ocasiones por diversos autores.